# Laëtitia Tonazzi
Laëtitia Françoise Andrée "Toto" Tonazzi, född 31 januari 1981 i Créteil i Frankrike, är en fransk före detta fotbollsspelare. Hon spelade senast för klubben Montpellier HSC. Tonazzi ingick i Frankrikes trupp i VM i USA år 2003.